# Control de velocitat

Senyal al tauler indicador del control de velocitat.

El control de velocitat (o cruise control en anglès i tempomat en alemany) és un sistema que controla de forma automàtica el factor de moviment d'un vehicle de motor. El conductor configura la velocitat i el sistema controla la vàlvula d'acceleració o papallona del vehicle per mantenir la velocitat de forma contínua.

## Història
Els primers dispositius basats en un regulador centrífug es van usar als anys 1910, principalment gràcies a Peerless, que va fer una campanya publicitària en la qual explicava que el seu sistema "mantindria la velocitat tant costa amunt com costa avall". La tecnologia la van crear James Watt i Matthew Boulton el 1788 per controlar la màquina de vapor. El governor ajusta la posició de la papallona a mesura que la velocitat del motor varia amb càrregues diferents.
L'any 1945, l'inventor cec i enginyer mecànic Ralph Teetorva inventar els controladors de velocitat moderns. La seva idea va néixer de la frustració d'anar en un vehicle amb el seu advocat, que frenava i accelerava contínuament quan parlava. El 1958, va aparèixer el primer vehicle amb el sistema de Teetor: el Chrysler Imperial. Aquest sistema calculava la velocitat sobre la carretera basant-se en les rotacions del palier i feia servir una bobina per fer variar la posició de la papallona en funció de la seva necessitat.

## Principi de funcionament

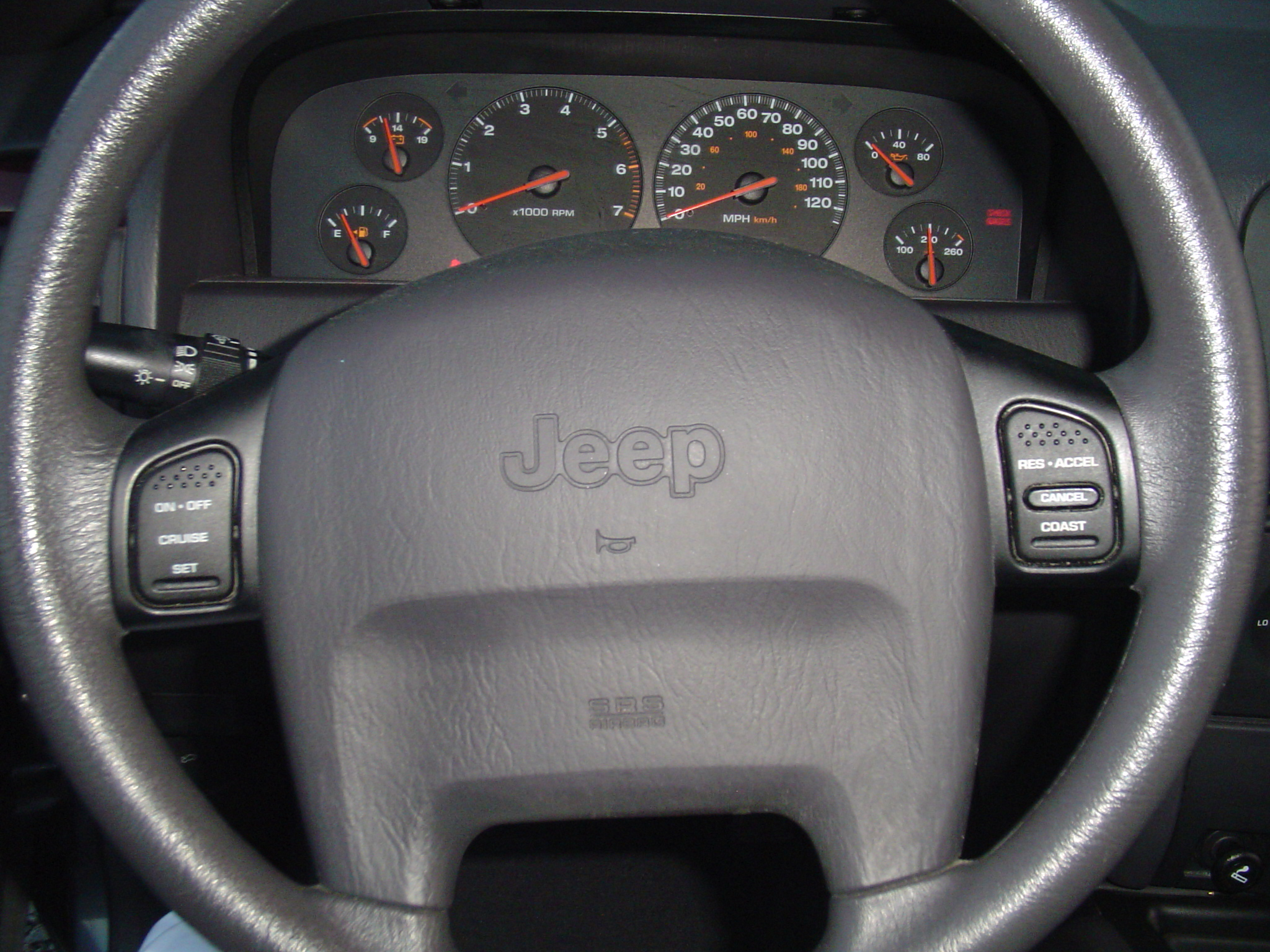
Cruise Control de velocitat d'un Jeep Grand Cherokee del 2000 situat al Volant de direcció

Els controls de velocitat actuals poden estar activats o no abans d'usar-se - en alguns models sempre estan actius, però no sempre en funcionament, alguns tenen un interruptor que els activa, i d'altres tenen un interruptor que els activa quan es pressiona- després d'arrencar el motor. En la majoria de casos hi ha botons amb funcions per activar, continuar, accelerar i "coast". De vegades també hi ha un botó per cancel·lar. El sistema es desactiva quan es trepitja, indiferentment, el pedal del fre o el de l'embragatge. El sistema s'opera de diferents formes, segons el fabricant, per exemple: amb 2 o més botons en els radis del Volant de direcció; a la vora de la roda del volant com passa en els vehicles de la marca Honda; a la maneta dels intermitents com alguns models de General Motors; o bé amb una maneta exclusiva per aquesta funció que trobem en models de BMW o Toyota. Els models inicials van fer ús d'un dial per regular la velocitat.
El conductor ha d'elevar la velocitat del vehicle de forma manual i llavors utilitzar el control per establir la velocitat actual com velocitat de creuer. El control de velocitat calcula la velocitat a partir d'un palier rotatori, velocímetre, un sensor de velocitat (situat a les rode s) o a partir de les rpm del motor.
El vehicle manté la velocitat quan s'estira el cable de la papallona amb una bobina o un servomotor Segons buit.
La majoria de sistemes es poden desactivar de forma explícita o automàtica quan el conductor trepitja el fre o l'embragatge. El control de velocitat, sovint, inclou una funció de memòria per a restablir la velocitat configurada després frenar el vehicle i una funció per a disminuir la velocitat prement un botó. Quan el control de velocitat està actiu, és possible accelerar el vehicle trepitjant l'accelerador, però quan aquest s'allibera, el vehicle reduirà la velocitat fins a arribar de nou a la velocitat de creuer.
L'última generació de controls de velocitat de forma electrònica es poden integrar fàcilment a la unitat de control del motor). Els desenvolupaments actuals inclouen una funció que redueix la velocitat de forma automàtica quan el vehicle s'apropa a una certa distància del vehicle precedent i quan s'aplica un límit de velocitat (que és registrat per una càmera). Això és un avantatge especialment en aquells trajectes que el conductor desconeix.

## Prestacions
- La seva utilitat: trajectes llargs amb poc trànsit, ja que el desgast pel conductor és menor.
- Alguns conductors l'utilitzen per no violar de manera inconscient el límit de velocitat, i així es disminueix el risc de ser multat. Cal fer notar al respecte que el vehicle, quan es troba en pendents pronunciades, pot incrementar la seva velocitat més enllà de la configurada en el control.
- La manca de necessitat de mantenir el peu pressionant a l'accelerador pot produir accidents a causa de l'anomenada hipnosi de l'autopista o conductors incapacitats. Potser hi haurà models futurs que inclouran un pedal d'home mort per evitar aquest problema.
- Si es fa servir en condicions climatològiques desfavorables, amb la calçada mullada o amb neu, el vehicle podria patinar si no compta amb un control d'estabilitat. Trepitjar el fre en aquestes circumstàncies per desactivar el control de velocitat pot ocasionar la pèrdua de control sobre el vehicle.

Si s'és un conductor experimentat i es vol reduir el consum de combustible, quan es condueix sobre un terreny irregular (amb pujades i baixes) és recomanable mantenir la vàlvula del combustible constant. Per això és necessari adaptar-se al terreny i guanyar velocitat en les baixades, especialment abans d'una pujada, i reduir durant el tram ascendent. El control de velocitat treballarà de manera inversa: s'obre la vàlvula de combustible durant la pujada per mantenir una velocitat constant i es tanca durant la baixada per no accelerar el vehicle encara més.

## Control de velocitat intel·ligent

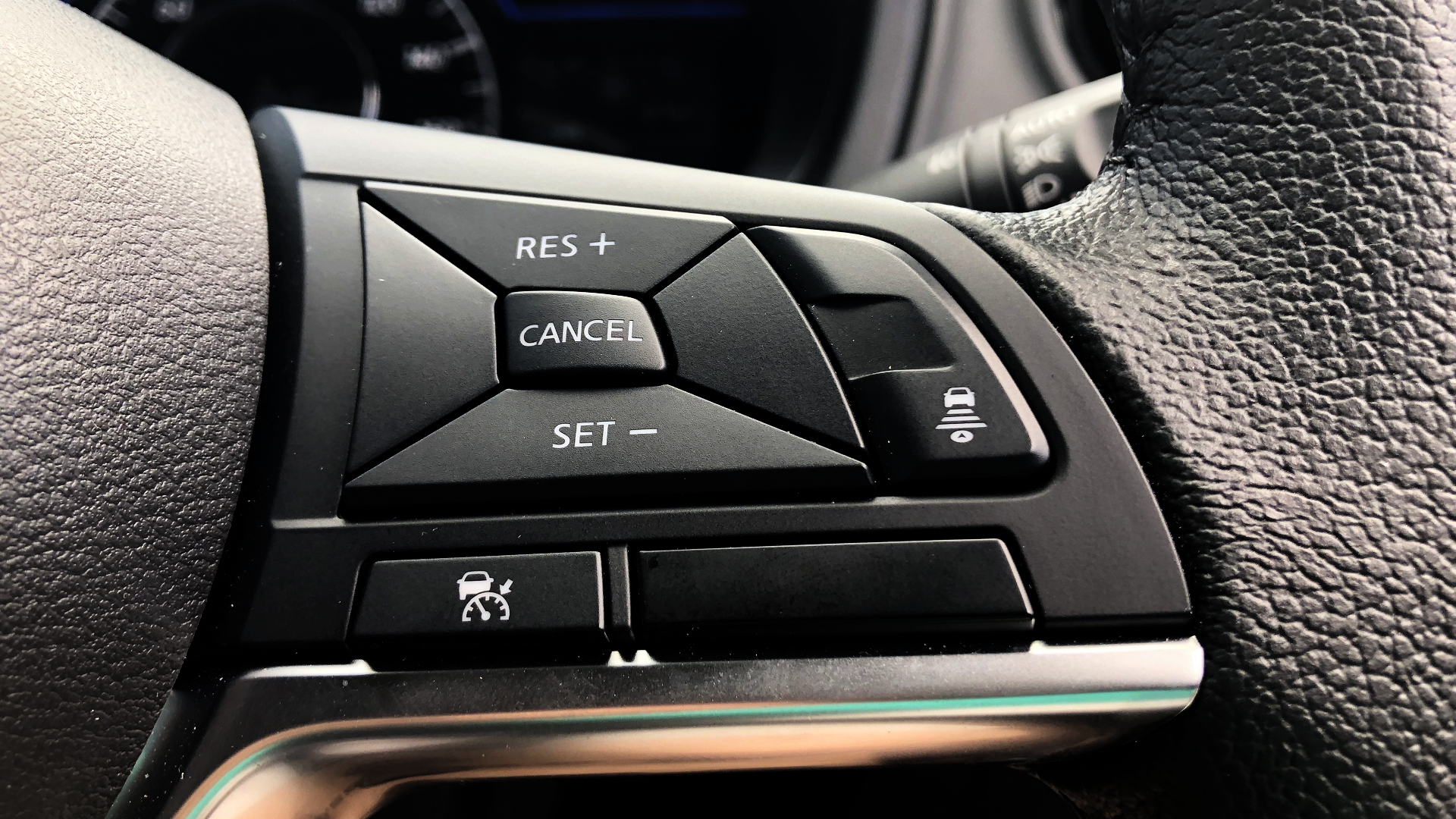
Adaptive cruise control (ACC) encesa de l'interruptor del volant Nissan Note e-Power. El botó inferior esquerre és el símbol de control de creuer adaptatiu definit a les normes ISO 2575:2010 i ISO 7000-2580 i utilitzat en diversos vehicles.

Aquest sistema (anomenat en anglès Adaptive cruise control, ACC) està disponible en alguns vehicles d'última generació. Es basen en un radar o bé en un làser que permet mantenir la mateixa velocitat que el vehicle precedent, també quan es tracta de velocitats baixes (per exemple: en vies congestionades pel trànsit). El sistema frena i accelera de forma autònoma per mantenir la distància preestablerta pel conductor. Alguns d'aquests sistemes disposen d'una funció anomenada forward Collision warning (en l'espanyol "preavís de col·lisió") que adverteix al conductor que el vehicle precedent està tan a prop que una frenada per part d'aquest ocasionaria un accident.
Alguns vehicles moderns tenen sistemes de control de creuer adaptatiu (ACC), que és un terme general que significa control de creuer millorat. Aquestes millores poden ser la frenada automàtica o els controls dinàmics de velocitat fixada. Tipus de frenada automàtica: el tipus de frenada automàtica utilitza un sensor únic o una combinació de sensors (radar, lidar i càmera) per permetre que el vehicle segueixi el ritme del cotxe que segueix, lent quan s'apropa al vehicle que hi ha davant i accelerant de nou a la velocitat predeterminada quan el trànsit ho permeti. Alguns sistemes també disposen de sistemes d'advertència de col·lisió frontal, que avisen el conductor si un vehicle que hi ha davant, tenint en compte la velocitat dels dos vehicles, s'acosta massa (dins de la distància predeterminada d'avanç o de frenada). Tipus de velocitat d'ajust dinàmic: la velocitat d'ajust dinàmic utilitza la posició GPS dels senyals de límit de velocitat, d'una base de dades. Alguns són modificables pel conductor. Tipus sense frenada: la velocitat es pot ajustar per permetre la atenuació del trànsit. Control de velocitat de radar dinàmic: utilitza una càmera i ona mil·limètrica radar per mantenir una distància de consigna dels vehicles davant del cotxe; el sistema alentirà o s'accelerarà automàticament en funció dels vehicles que hi ha al davant. El sistema no pot detectar vehicles o vianants completament estacionats tret que estigui equipat amb un sistema de càmeres, de manera que el conductor sempre ha de prestar atenció. Els vehicles amb control de creuer adaptatiu es consideren un Nivell 1 cotxe autònom, tal com el defineix SAE